# Utendorf
Utendorf ist eine Gemeinde im Landkreis Schmalkalden-Meiningen im fränkisch geprägten Süden von Thüringen. Sie gehört der Verwaltungsgemeinschaft Dolmar-Salzbrücke an, die ihren Verwaltungssitz in der Gemeinde Schwarza hat.

## Geografie
Utendorf liegt rund fünf Kilometer nördlich vom Stadtzentrum der Kreisstadt Meiningen sowie zwei Kilometer östlich vom Meininger Stadtteil Jerusalem entfernt. Wenige Kilometer nordöstlich des Ortes erhebt sich mit dem 739 m hohen Dolmar ein erloschener Vulkan.

## Geschichte
Das Dorf war zunächst hennebergischer Lehen und seit 1264 Eigentum der Herren von Kühndorf. 1264 kam ein Teil an das Kloster Rohr, das ganze Dorf aber 1307 an das Ordenshaus zu Kühndorf. Erstmals eindeutig urkundlich erwähnt wurde die Gemeinde im Jahr 1343. Im Jahr 1380 brannte das Kirchdorf jedoch komplett ab und wird erst wieder 1536 erwähnt.
Nach der Aufteilung der Grafschaft Henneberg-Schleusingen im Jahr 1660 kam der Ort vom Amt Kühndorf an das Amt Wasungen. Seit 1680 gehörte er mit diesem zum Herzogtum Sachsen-Meiningen. 1702 wurde Utendorf dem Amt Meiningen angegliedert.
Utendorf war 1660–1674 von Hexenverfolgungen betroffen: Sieben Frauen gerieten in Hexenprozesse. Catharina, Hans Kehls Frau, wurde 1660 verbrannt.
Heute ist die kleine Gemeinde durch ihre Lage mit Nähe zu Meiningen, jedoch ohne Durchfahrtsstraße ein beliebter Wohnort, am Ortsrand ist in den 1990ern ein Neubaugebiet entstanden.

### Einwohnerentwicklung
Entwicklung der Einwohnerzahl (31. Dezember):
| - 1554: 29 - 1611: 61 - 1649: 22 Familien - 1803: 161 - 1851: 235 (53 Familien) - 1900: 349 - 1906: 306 | - 1946: 575 - 1959: 467 - 1960: 418 - 1965: 411 - 1975: 417 - 1980: 379 - 1988: 362 - 1990: 344 | - 1994: 395 - 1995: 436 - 1996: 444 - 1997: 463 - 1998: 460 - 1999: 469 - 2000: 496 - 2001: 499 | - 2002: 511 - 2003: 510 - 2004: 505 - 2005: 505 - 2006: 486 - 2007: 479 - 2008: 482 - 2009: 478 | - 2010: 471 - 2011: 475 - 2012: 468 - 2013: 467 - 2014: 459 - 2015: 467 - 2016: 459 - 2017: 439 | - 2018: 438 - 2019: 439 - 2020: 435 - 2021: 429 |

 Datenquelle ab 1994: Thüringer Landesamt für Statistik

## Politik

### Bürgermeister
Bei der Bürgermeisterwahl 2019 entfielen auf Jörg Braungart 42,0 % der Stimmen, auf Martin Tiel 37,5 % und auf weitere Personen 20,5 %. Da kein Kandidat die absolute Mehrheit erreichte, kam es zu einer Stichwahl, die der in der ersten Runde zweitplatzierte Martin Thiel mit 52,8 % gewann, während Jörg Braungart nur auf 47,2 % kam.

### Gemeinderat
Bei der Kommunalwahl 2024 erreichte Liste Sportverein für Jugend und Familie 59,1 % und 4 Sitze, während Pro Utendorf 40,9 % und 2 Sitze erreichte und damit die absolute Mehrheit im Gemeindeart verlor.

## Wirtschaft und Infrastruktur

### Verkehr
Der nächstgelegene Autobahnanschluss ist die Anschlussstelle 21 „Meiningen-Nord“ der A 71 (ca. 5 km entfernt).

### Wasser und Abwasser
Die Wasserver- und Abwasserentsorgung wird durch den Kommunalen Wasser- und Abwasserzweckverband Meininger Umland sichergestellt.

## Kultur und Sehenswürdigkeiten

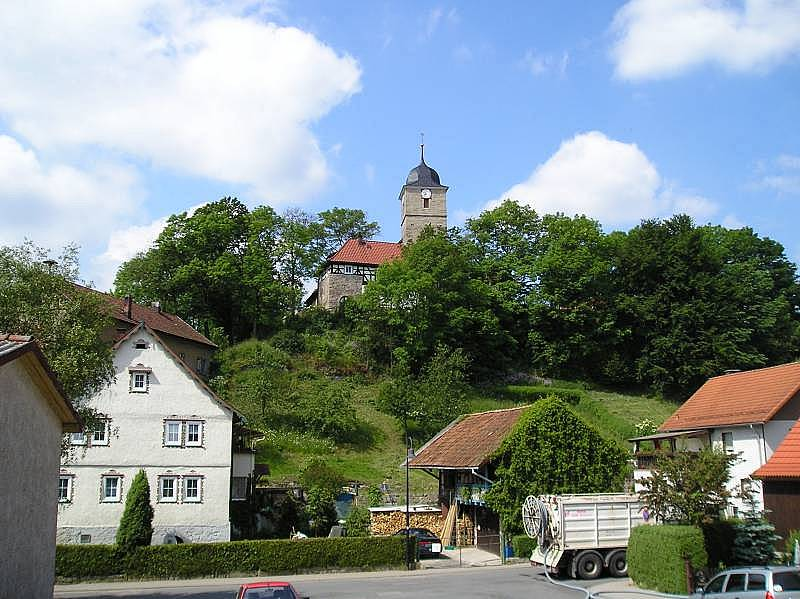
Blick vom Dorfzentrum zur Kirche

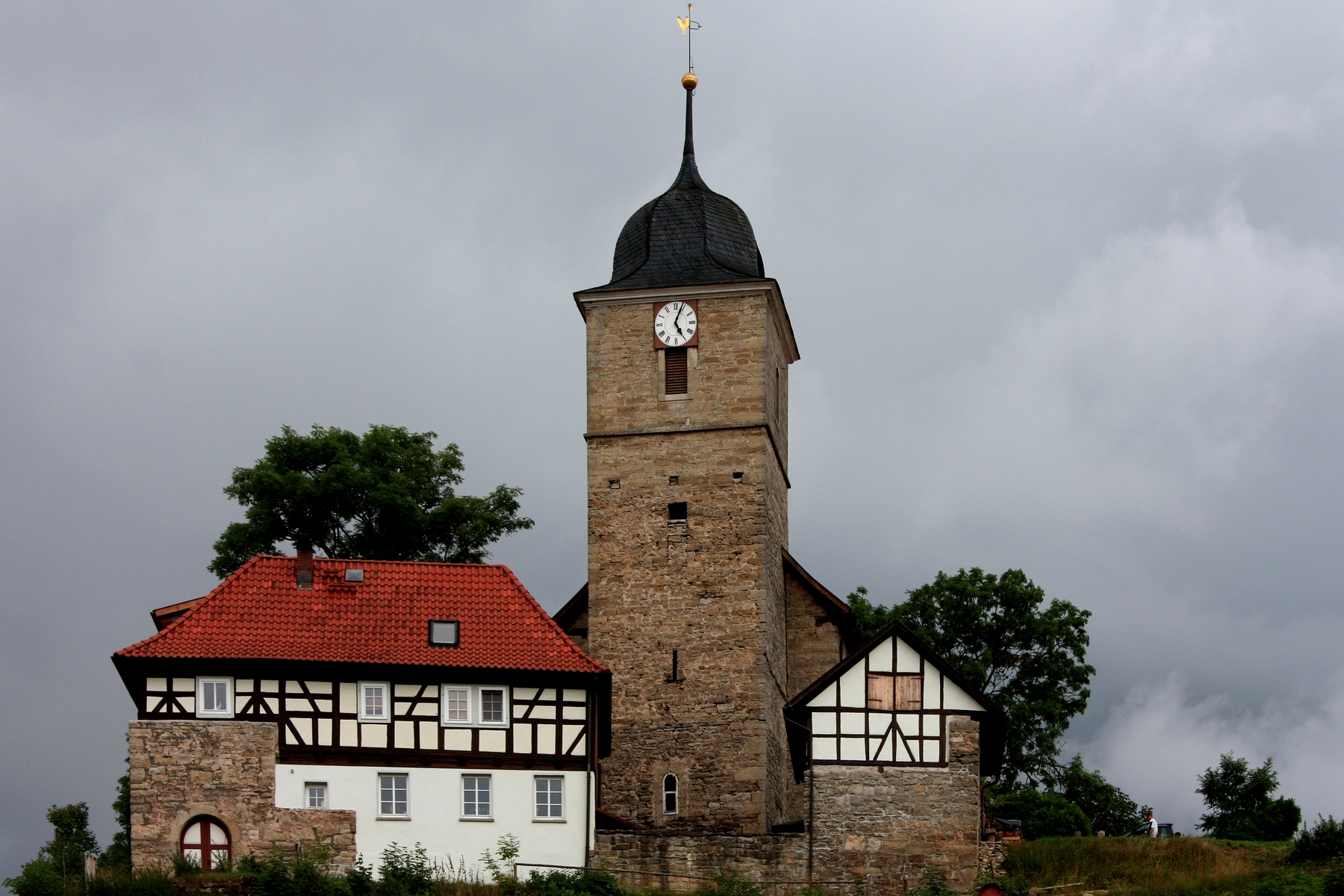
Dorfkirche

### Bauwerke
Die Utendorfer Kirche thront auf einem Hügel 27 Meter über dem Ort. Die heutige Kirche wurde 1821 errichtet, nachdem der mittelalterliche Vorgängerbau direkt nach einem Gottesdienst eingestürzt war.

### Naturdenkmäler
Die Armlöcher, stellen als Hungerquellen eine geologische Besonderheit dar; sie sind nur voll Wasser, wenn es vorher lange geregnet hat sowie nach der Schneeschmelze. Die zwei voneinander getrennten Quellöffnungen befinden sich östlich der Straße nach Meiningen im Berlesgrund.

### Sport
Als Sportverein ist in Utendorf der Turn- und Sportverein 1905 Utendorf e. V. aktiv. Der Verein hat 87 Mitglieder (Stand 1. Januar 2011). Im Verein wird vorrangig die Sportart Fußball betrieben, daneben gibt es noch eine Abteilung Frauengymnastik.